# Leymah Gbowee
Leymah Roberta Gbowee (Libéria középső része, 1972. február 1. –) libériai békeaktivista, aki megszervezte és irányította azt a békemozgalmat, amely véget vetett a második libériai polgárháborúnak 2003-ban. A polgárháború után tartott választásokon Ellen Johnson-Sirleaf libáriai politikus győzött, aki az első fekete női államfő Afrikában.
2011. október 7-én az oslói Nobel-intézet bejelentette, hogy Leymah Gbowee, Ellen Johnson-Sirleaf és Tavakkul Karmán jemeni jogvédő kapta megosztva a 2011-es Nobel-békedíjat a nők jogainak és biztonságának védelméért.

## Fordítás
- Ez a szócikk részben vagy egészben  a   Leymah Gbowee című angol Wikipédia-szócikk ezen változatának fordításán alapul.  Az eredeti cikk szerkesztőit annak laptörténete sorolja fel. Ez a jelzés csupán a megfogalmazás eredetét és a szerzői jogokat jelzi, nem szolgál a cikkben szereplő információk forrásmegjelöléseként.